# Paolo Alli
Pour les articles homonymes, voir Alli.
Paolo Alli, né le 6 juillet 1950 à Legnano, est un homme politique italien, leader d’Alternative populaire, ancien député de 2013 à 2018.